# Holý vrch (Kamenistá dolina)
Holý vrch (též Hlinov vrch, polsky Hliński Wierch) je nevýrazný vrchol v hřebeni Hliny v pohoří Západní Tatry na Slovensku. Je vysoký 1863 m n. m.
Západní svah Holého vrchu prudce klesá do Kamenisté doliny, východní svah přes Suchý Žleb do Tiché doliny. Hřeben Hlina stoupá k severozápadu na vrchol Kamenistá, k jihovýchodu klesá do lesů nad řekou Belá u obce Podbanské.

## Název
Jméno hory odpovídá stavu, kdy byl vrchol i jeho úbočí vypasený od ovcí. Po zákazu pastvy se hranice borovicového lesa zvolna posouvá vzhůru a vrací se do přirozeného stavu.

## Výstup
Na Holý vrch nevede turistická značka ani výrazná cesta. V létě lze vystoupat z Podbanského systémem lesních pěšin na hřeben Hlina a pokračovat neznatelnou stezkou na Holý vrch. Po stejném hřebenu lze také sestoupit od Kamenisté. V zimě je možné vystoupat na lyžích nebo sněžnicích z Kamenisté doliny po některém z terénních žeber. Lyžařský sjezd západními i východními žlaby je velmi náročný na odhad lavinových podmínek.

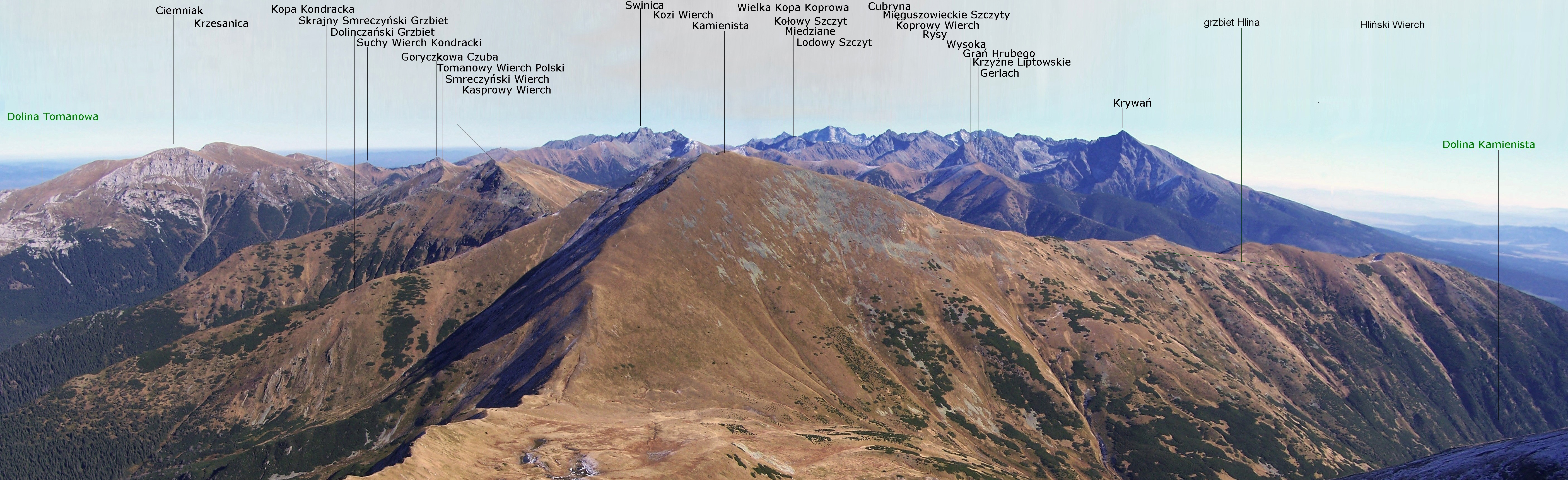
Hřeben Hlina nad Kamenistou dolinou.